# Badoo
A Badoo egy társkeresésre fókuszáló közösségi hálózat, amelyet Andrej Andrejev orosz vállalkozó alapított 2006-ban. Központja a ciprusi Limassolban és az Egyesült Királyságban, Londonban található, irodái pedig Máltán, Oroszországban és az Amerikai Egyesült Államokban. 190 országban működik, és 47 különböző nyelven érhető el, így a világ legszélesebb körben használt társkereső hálózata. iOS-en, Androidon és interneten is elérhető. A Badoo freemium modellel működik, melynek értelmében az alapszolgáltatásokat fizetés nélkül lehet használni.

## Története
A Badoo-t Andrej Andrejev orosz vállalkozó alapította, és 2006 novemberében indult Moszkvában. A  Azóta a legnépszerűbb társkereső oldalak közé tartozik. 2016-ban 21 országban volt a legtöbbet letöltött társkereső alkalmazás. 2011-ben a Wired a Badoo-t "tömegjelenségnek" nevezte Brazíliában, Mexikóban, Franciaországban, Spanyolországban és Olaszországban.
2007-ben a Badoo 30 millió dolláros finanszírozást gyűjtött be. 2008 januárjában az orosz befektető, a Finam Capital 30 millió dollárt fizetett a Badoo 10%-os részesedéséért az oroszországi terjeszkedés érdekében.. 2009-től a Finam 20%-os tulajdonrésszel rendelkezik a Badoo-ban.
Miután a népszerű közösségi játékok és kvízek révén vírusszerűen terjedt a Facebookon, a Badoo-t felkérték, hogy igazítsa ki a megközelítését. Az Insidefacebook.com szerint a 2012. január 11-i héten a Badoo a 17. helyen állt a növekvő Facebook alkalmazások között. A Badoo hivatalos indítása az Egyesült Államokban 2012. március 23-án volt, amikor Nick Cannon bemutatta a szolgáltatást az Egyesült Államokban.
2017 áprilisában a Badoo egy újratervezett alkalmazást és márkát indított el, amely a lila színt és egy narancssárga szív szimbólumot fogadott el logóként, valamint a "Bigger than Dating" szlogent. Andreev ugyanebben a hónapban a Business Insider James Cooknak adott interjújában beszélt erről az újratervezésről.
2019 júliusában a Badoo a Forbes oknyomozó riportjának tárgya volt, amely a munkahelyi nőgyűlöletet, droghasználatot, valamint szexuális és faji diszkriminációt vázolta fel. 2019 júliusában a Badoo alkalmazottai, köztük nők is, a munkahelyi afterpartik kultúrájáról számoltak be, amely magában foglalja a szabadidős drogok és prostituáltak használatát, valamint több esetben szexuális zaklatást.

## Jellemzők
A Badoo számos olyan funkcióval rendelkezik, amelyek lehetővé teszi a felhasználók számára, hogy találkozzanak az emberekkel. Amikor először regisztrálnak, az egyének kiválasztják, hogy új emberekkel akarnak-e találkozni, hogy randizhassanak, cseveghessenek vagy új barátokat szerezzenek. A felhasználók cseveghetnek, fényképeket és videókat tölthetnek fel, valamint megoszthatják érdeklődési körüket és láthatják a közös barátokat.
A főbb funkciók közé tartoznak:
- Emberek a közelben: A felhasználók láthatják és felvehetik a kapcsolatot a környékükön élő emberekkel, valamint azokkal, akikbe "belebotlottak" ezzel a funkcióval.[16]
- Keresés: A felhasználók azt is láthatják, hogy ki van az alkalmazásban egy másik városban vagy a világ egy másik részén.[16]
- Találkozások: Egy másik ingyenes funkció, ahol a felhasználók jobbra (igen) vagy balra (nem) húzhatják más felhasználók profilját. Egyezés esetén a két felhasználó értesítést kap.[17]
- Videochat: 2017 augusztusában a Badoo elindította a videócsevegés funkciót, amely lehetővé teszi a felhasználók számára, hogy valós időben kapcsolódjanak, miután üzenetet váltottak.[18] 2018-ban a Badoo tesztelt egy livestream funkciót, amely képes volt a videót egyszerre több felhasználónak közvetíteni,[19] de a funkciót később eltávolították..[20]

A Badoo számos biztonsági funkciót fejlesztett ki, hogy biztosítsa a felhasználók valódiságát és hitelességét. Ilyen funkció például a "szelfi-kérés" gomb, amelyen keresztül a nők megkérhetik a beszélgető férfit, hogy küldjön egy "szelfit" annak bizonyítására, hogy ugyanaz a személy, mint a képeken.
A cég kifejlesztett egy fényképes ellenőrzési folyamatot is, ahol a felhasználók feltöltenek egy fotót magukról, amelyen egy bizonyos pózt utánoznak, majd ezt a fotót a Badoo 5000 moderátorának egyike egy perc alatt ellenőrzi.
A Badoo egy freemium szolgáltatás, ahol az alapszolgáltatás mindenki számára ingyenes, de a felhasználóknak lehetőségük van fizetni a prémium funkciókért. Ilyen funkciók közé tartozik a "Rise Up", amely lehetővé teszi a felhasználók számára, hogy fizetnek azért, hogy profiljukat egy korlátozott ideig nagyobb láthatósággal ruházzák fel az oldalon. 2007 végén a Badoo akkori 22 millió felhasználójának 20%-a fizetett a fokozott láthatóságért, legalább havonta egyszer. A The Economist szerint azonban 2011-re a tagoknak már csak 5%-a fizetett a prémium szolgáltatásokért.
A felhasználók fizethetnek azért is, hogy profilképük szélesebb körben látható legyen az oldalon.. A "szuperhatalmak" lehetővé teszik a felhasználók számára, hogy több keresési eredményt lássanak, valamint azt, hogy ki akar velük találkozni, és hogy melyik üzenetüket olvasták el.

## Kritikák
A Cambridge-i Egyetem 2009-es, szakértői értékeléssel ellátott tanulmányában, a 45 vizsgált közösségi oldal közül a legalacsonyabb pontszámot kapta az adatvédelem tekintetében. Ugyanebben a jelentésben "tökéletes pontszámot" kapott a mobileszközökön való ellenőrzött elérhetőség tekintetében.
Az Iltalehti című finn újság arról számolt be, hogy számos Badoo-profilt hoztak létre az emberek beleegyezése nélkül, és hogy az emberek jelentették a Badoo tevékenységét a rendőrségnek.
A Google átláthatósági jelentése szerint a "felejtéshez való jog" döntésből eredő keresési eltávolítási kérelmekről a Badoo a nyolcadik legtöbb URL-t távolította el a Google keresőből, a Facebook, a YouTube, a Google Groups és a Twitter esetében volt magasabb az ilyen kérelmek száma.
A CNET Rafe Needleman által készített értékelése a Badoo első benyomását "hátborzongatónak" írta le. Azt mondta, hogy bár az oldalt úgy hirdették, mint egy lehetőséget, hogy helyi barátokkal találkozzanak, akiknek közös az érdeklődési körük, inkább egy fotóalapú társkereső oldalra hasonlított. Azt is mondta, hogy a felhasználók egymásra találásának módja "homályos".